# Agnéby-Tiassa
Agnéby-Tiassa ist eine Verwaltungsregion der Elfenbeinküste, im Distrikt Lagunes im Süden des Landes gelegen.
Sie grenzt im Norden an die Region Lacs (mit den Regionen Bélier und Moronou), im Osten an die Region La Mé, im Süden an den Atlantischen Ozean, im Südosten an den Autonomen Distrikt Abidjan, im Südwesten an die Region Grands Ponts und im Westen an den Distrikt Gôh-Djiboua (mit den Regionen Lôh-Djiboua und Gôh). Agnéby-Tiassa gliedert sich in die Departements Agboville, Sikensi, Taabo und Tiassalé. Hauptstadt der Region ist Agboville. Agnéby-Tiassa wurde am 28. September 2011 neu geschaffen. Laut Zensus von 2014 leben in Agnéby-Tiassa auf einer Fläche von 9080 km² 606.852 Menschen, dies ergibt eine Bevölkerungsdichte von 66,8 Einwohnern pro km².
Landwirtschaftliche Produkte der Region sind unter anderem Kakao und Kaffee für den Export, aber auch Ölpalmen und Kautschukbäume. Sowohl die Autobahn von Abidjan nach Yamoussoukro als auch die Abidjan-Niger-Bahn nach Burkina Faso durchqueren die Region in Nord-Süd-Richtung.